# Žarko Muljačić
Žarko Muljačić  (* 2. Oktober 1922 in Split; † 6. August 2009 in Zagreb) war ein kroatischer Linguist, Romanist und Italianist, der u. a. in Berlin lehrte.

## Leben und Werk
Muljačić studierte an der Universität Zagreb bei Petar Skok und Mirko Deanović. Von 1947 bis 1950 war er Gymnasiallehrer in Pula und Split, von 1950 bis 1953 Archivar in Dubrovnik, dann Assistent an der Universität Zagreb. Er promovierte 1955 bei Mirko Deanović an der Universität Zagreb mit der Arbeit Tomo Basiljević-Baselji predstavnik prosvjećenja u Dubrovniku (Belgrad 1958). Er habilitierte sich 1960 mit der Arbeit Dalmatski elementi u mletački pisanim dubrovačkim dokumentima 14. st. Prilog raguzejskoj dijakronoj fonologiji i dalmatsko-mletačkoj konvergencij.

Ab 1956 lehrte Muljačić an der neu gegründeten Philosophischen Fakultät in Zadar (später Universität Zadar), zuerst bis 1961 als Dozent, dann bis 1965 als Extraordinarius, schließlich bis 1972 als Ordinarius für italienische Sprachwissenschaft (von 1964 bis 1966 auch als Dekan).  Von 1973 bis 1988 war Muljačić Professor an der Freien Universität Berlin. Er war ab 1977 Korrespondierendes Mitglied der Jugoslawischen (später Kroatischen) Akademie der Wissenschaften und Künste.

Muljačić  erhielt 1983 den Premio Galileo Galilei dei Rotary Club Italiani Sezione Storia della Lingua Italiana.

## Weitere Werke
- Opća fonologija i fonologija suvremenoga talijanskog jezika, Zagreb 1964
- Fonologia generale e fonologia della lingua italiana, Bologna 1969
- Introduzione allo studio della lingua italiana, Turin 1971, 1982
- Fonologia della lingua italiana, Bologna 1972
- Fonologia generale, Bologna 1973
- Scaffale italiano. Avviamento bibliografico allo studio della lingua italiana, Florenz 1991
- Putovanja Alberta Fortisa po Hrvatskoj i Sloveniji (1765–1791), Split 1996
- (Hrsg.) L’italiano e le sue varietà linguistiche, Aarau 1998
- Das Dalmatische. Studien zu einer untergegangenen Sprache, Köln 2000
- Problemi manjinskih jezika u romanskim državama u Europi, Rijeka 2007